# Diario de Madrid

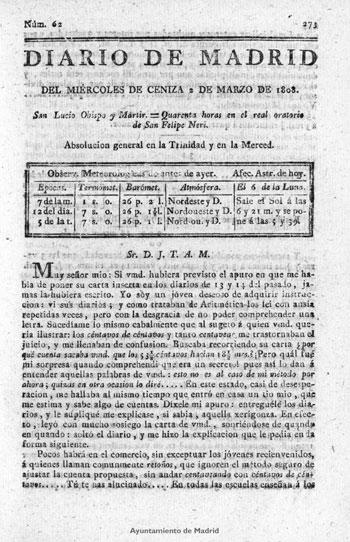
El Diario de Madrid, extinto diario y primero en publicarse en España.

El Diario de Madrid fue un periódico fundado el 1 de febrero de 1758, considerado el primer diario publicado en España. Conocido inicialmente como el Diario Noticioso, Curioso, Erudito y Comercial, Político y Económico, tras cambiar su título por el de Diario de Madrid, continuó publicándose hasta mayo de 1808, cuando toma el control sobre la publicación el gobierno de José Bonaparte hasta el 17 de junio y del día 18 de junio hasta el 7 de agosto fue sustituido por la Gaceta de Madrid. El día 8 de agosto se vuelve a publicar durante unos años más, hasta su cierre definitivo, el 31 de diciembre de 1814.
El 4 de mayo de 1808, el Diario de Madrid publicó una orden del día, referida a la sublevación de la población de Madrid, que manda arcabucear a las personas capturadas en los alborotos, a aquellas que vayan armadas o que conservaran armas sin permiso especial y también a los autores de libelos y que provocan la sedición. La misma orden anuncia que la congregación de más de ocho personas será deshecha por la fusilería y que todo lugar en que sea asesinado un francés será quemado.

## Historia

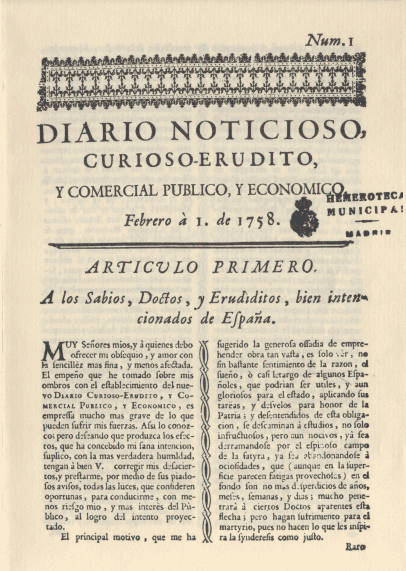
Portada del Diario de Madrid (1 de febrero de 1758)

El Diario Noticioso, Curioso, Erudito, Comercial y Político fue la primera publicación de periodicidad diaria de España. Constaba de dos secciones, una de divulgación con artículos de opinión, a menudo traducciones francesas, y otra de información económica donde se anunciaban ventas, alquileres, ofertas, demandas, etc. Por real privilegio el 18 de enero de 1758, se le concedió permiso para publicarlo en Madrid a “Don Manuel Ruiz de Uribe” (uno de los pseudónimos de Francisco Mariano Nipho) y Compañía. Su primer número lleva la fecha de 1 de febrero de 1758. Al principio lo redactaba Nipho, un activísimo polígrafo ilustrado de curiosidad enciclopédica al que se puede llamar el primer periodista profesional de la literatura española y que llegó a publicar casi un centenar de obras, veinte de ellas de carácter periódico. Luego lo sustituyó Santiago Thevin y, a su muerte, su hijo del mismo nombre hasta abril de 1824. Desde 1788 pasó a llamarse Diario de Madrid y de 1795 a 1798 empezó a colaborar en él como crítico literario el helenista Pedro Estala, un protegido de Manuel Godoy, bajo el pseudónimo de "El Censor Mensual", publicando una reseña crítica de todas las obras y artículos publicados cada mes desde un sesgo claramente ilustrado y neoclásico.

## Madrid galdosiano
Benito Pérez Galdós en las páginas del episodio nacional titulado El 19 de marzo y el 2 de mayo hace una interesante descripción del trabajo de un cajista de imprenta del Diario de Madrid en 1808. El referido cajista es además el joven Gabriel de Araceli, protagonista y héroe a lo largo de los episodios de la primera serie:

En Marzo de 1808, y cuando habían transcurrido cuatro meses desde que empecé a trabajar en el oficio de cajista, ya componía con mediana destreza, y ganaba tres reales por ciento de líneas en la imprenta del Diario de Madrid. No me parecía muy bien aplicada mi laboriosidad, ni de gran porvenir la carrera tipográfica; pues aunque toda ella estriba en el manejo de las letras, más tiene de embrutecedora que de instructiva. Así es, que sin dejar el trabajo ni aflojar mi persistente aplicación, buscaba con el pensamiento horizontes más lejanos y esfera más honrosa que aquella de nuestra limitada, oscura y sofocante imprenta. (Cap I, pág. 1)...

Siento un golpe en el hombro: es el cíclope o regente que me llama holgazán, y me pone delante un papelejo manuscrito que debo componer al instante. Es uno de aquellos interesantes y conmovedores anuncios del Diario de Madrid, que dicen: «Se necesita un joven de diecisiete a dieciocho años, que sepa de cuentas, afeitar, algo de peinar, aunque sólo sea de hombre, y guisar si se ofreciere. El que tenga estas partes, y además buenos informes, puede dirigirse a la calle de la Sal, número 5, frente a los peineros, lonja de lanería y pañolería de D. Mauro Requejo, donde se tratará del salario y demás. (Cap.I, pág.4)...
En esto pensaba tristemente, cuando vino a mi memoria un anuncio que varias veces había compuesto en la imprenta del Diario, el cual decía: «Se necesita un mozo de diez y siete a diez y ocho años, que sepa de cuentas, afeitar, algo de peinar, aunque sólo sea de hombre, y guisar si se ofreciere. El que tenga estas partes y además buenos informes, diríjase a la calle de la Sal, esquina a la de Postas, frente a los peineros, lonja de lencería y pañolería de don Mauro Requexo, donde se tratará del salario y demás. 

Corrí a la imprenta del Diario a ver si aún se insertaba aquel anuncio, y tuve el gusto de saber que los Requejos no habían encontrado quien les sirviera. Abandoné mi profesión de cajista, y sin consultarlo con nadie, pues nadie me hubiera comprendido, presenteme en la casa de la calle de la Sal, declarándome poseedor de las cualidades consignadas en el anuncio. (Cap. XIV, pág. 56)
Benito Pérez Galdós